# Diósjenő
Diósjenő (szlovákul: Janov vagy Jánov) község Nógrád vármegyében, a Rétsági járásban.

## Földrajz
Budapesttől mintegy 60 kilométerre északra fekszik, Nógrád vármegye nyugati részén, a Börzsöny lábánál. A 2-es főút felől a 12 122-es úton, Nógrád felől a 12 123-as úton érhető el, emellett országos közútnak minősül még a Borsosberény felől ide vezető út, 12 126-os útszámozással, valamint a Diósjenő vasútállomást kiszolgáló, rövid 12 319-es út.
Szomszédos települések: Nógrád, Nőtincs, Tolmács, Rétság, Berkenye, Borsosberény, Kemence.

## Történelem
Diósjenő Jenő (vár) már a kőkor óta lakott hely lehetett, a környéken talált kőkorból származó leletek szerint.
Római történetírók szerint 173-ban a diósjenői tónál ütköztek meg Marcus Aurelius (filozófusként is ismert) császár légiói a Pannóniát fenyegető barbárokkal (markomannok, kvádok), és megsemmisítő csapást mértek rájuk. Erre a jenői tónál emléktábla hívja fel a figyelmet.
A település az egyik honfoglalás kori törzs, Jenő nevét viseli.
Nevét 1274-ben a váci káptalan oklevele említette először Jenew néven. 1274-ben Tekus fiainak birtoka volt, akiknek itteni népei a falunagy vezetésével bérbe vették Tolmácsnak azt a részét, melyet a dömösi prépostság mondott magáénak jogtalanul. Ugyancsak 1274-ben Tekus fivére, Bot (Both) berényi földjét bérbeadta Jenő település német jobbágyainak (köztük a bírónak, egy borkereskedőnek). 1282–1295 között IV. László és III. András király a Torna vármegyei Szádvárért cserébe magához váltotta Jenőt a Tekus fiaktól. 1295-ben várát is említik, melynek királyi várnagya a Csák nemzetséghez tartozó Egyed fia Sándor comes volt. 1296 előtt a Bána nemzetséghez tartozó Cseszneki Jakab fiai Jenő várának tartozékait elpusztították, ezért a király a Hont vármegyei Visket a hozzá tartozó falvakkal elkobozta tőlük. 1299-ben Sebestyén fia Miklós jenei várnagyot a Hont-Pázmány nemzetségből származó Hont vármegyei Kóvár birtokosai; Kovári Miklós fiai testvérükké fogadták és birtokaikban is részeltették.
Diósjenő a 20. század elején Nógrád vármegye Nógrádi járásához tartozott.
1910-ben 2171 lakosából 2140 magyar volt. Ebből 824 római katolikus, 1265 református, 50 izraelita volt.

## Közélete

### Polgármesterei
- 1990–1994: Lénárt János (független)[4]
- 1994–1998: Lénárt János (független)[5]
- 1998–2000: Dr. Baranyai László (Fidesz–KDNP–FKgP–MDF–MKDSZ)[6]
- 2000–2002: Lénárt János (független)[7][8]
- 2002–2006: Lénárt János (független)[9]
- 2006–2010: Tóth János (független)[10]
- 2010–2014: Tóth János (Fidesz–KDNP)[11]
- 2014–2019: Tóth János (Fidesz-KDNP)[12]
- 2019–2024: Székely József Ede (Fidesz–KDNP)[13]
- 2024– : Székely József Ede (KDNP)[1]

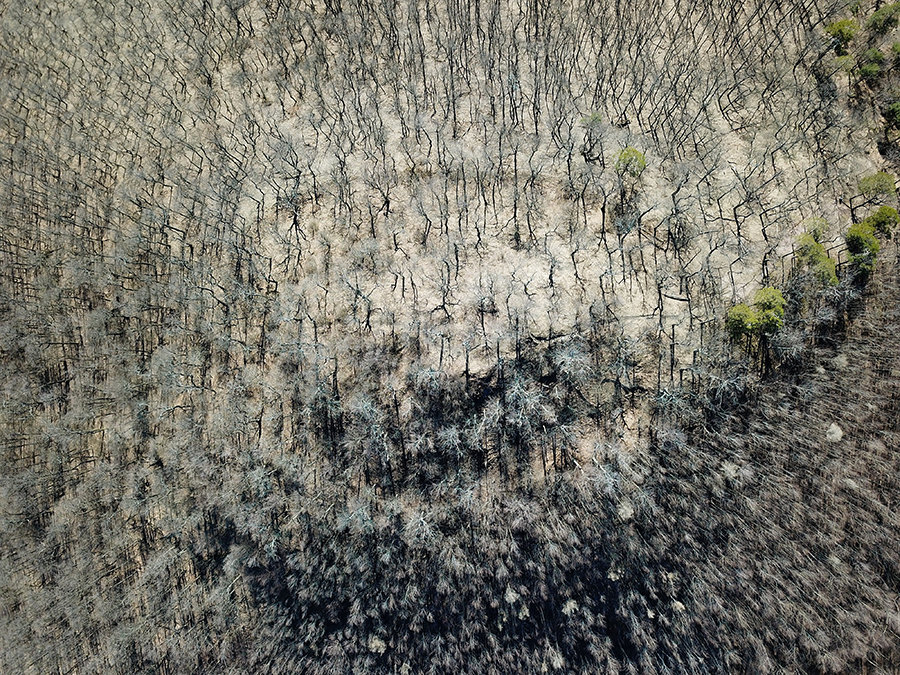
Csehvár

A településen 2000. november 12-én időközi polgármester-választást kellett tartani, mert az addigi faluvezető néhány hónappal korábban lemondott tisztségéről.

## Népesség
A település népességének változása:
| Lakosok száma | 2768 | 2756 | 2768 | 2974 | 2834 | 2888 | 2859 |
|               | 2013 | 2014 | 2015 | 2021 | 2022 | 2023 | 2024 |

A 2011-es népszámlálás során a lakosok 93%-a magyarnak, 4,8% cigánynak, 0,9% németnek, 0,4% románnak, 0,3% szlováknak mondta magát (6,9% nem nyilatkozott; a kettős identitások miatt a végösszeg nagyobb lehet 100%-nál). A vallási megoszlás a következő volt: római katolikus 43,4%, református 25,3%, evangélikus 1,2%, görögkatolikus 0,2%, felekezeten kívüli 6,4% (22% nem nyilatkozott).
2022-ben a lakosság 88,2%-a vallotta magát magyarnak, 2,7% cigánynak, 0,5% németnek, 0,3% szlováknak, 0,2% románnak, 0,1-0,1% horvátnak, görögnek, bolgárnak, ruszinnak és szerbnek, 2,3% egyéb, nem hazai nemzetiségűnek (11,7% nem nyilatkozott; a kettős identitások miatt a végösszeg nagyobb lehet 100%-nál). Vallásuk szerint 31,7% volt római katolikus, 18,6% református, 1% evangélikus, 0,7% görög katolikus, 0,1% ortodox, 1% egyéb keresztény, 1,6% egyéb katolikus, 13,1% felekezeten kívüli (32% nem válaszolt).

## Közlekedés
A település könnyen megközelíthető közúton 2-es főútról, Nógrádon keresztül, illetve vasúton a MÁV 75-ös számú (Vác–Balassagyarmat) vasútvonalán. (A 76-os számú Diósjenő–Romhány vonalon 2007. március 4. óta a személyszállítás szünetel.)

## Turizmus
Diósjenő látnivalói:
- Római katolikus templom: A 15. század gótikus templom átépítései után, 1788–89-ben klasszicista-barokk stílusban építették újjá.
- Református templom:  klasszicista stílusú 1791-ben építették, a parókia is ebből a korból származik.
- A Kápolna-hegyen az egykori körtemplom alapfalának maradványa is látható, mely a Kápolna-hegyi Kálvária-kápolna építésekor került elő.
- Sváb kastély[17]
- Csehvár

A Börzsöny hegység közvetlen lábánál fekszik egy szabadidő központ és kalandpark.
Ezen kívül teniszpálya, műfüves focipálya és egy sportcentrum várja a sportolni vágyókat.
A település a Börzsöny lábánál fekszik, közigazgatási területén emelkedik a csóványosi kilátó. Egyéb természeti értékei:
- Jenői-tó

## Híres diósjenőiek
- Itt született Szentgyörgyi István (1842–1931) színész, rendező.
- Itt született Csányi Sándor (1958–) agrármérnök, vadbiológus, egyetemi tanár.
- Oszter Sándor színész egyik kedvelt nyaralóhelye Diósjenőn volt, ahol saját magánbirtokán állt vadászkúriája.

## Testvértelepülések
Diósjenő testvértelepülései a következők:
- Macsola, Ukrajna (Kárpátalja)
- Oroszka, Szlovákia
- Viešvilė, Litvánia